# Тащенак (річка)
Тащена́к — річка в Україні, в межах Мелітопольського району Запорізької області. Впадає у Молочний лиман (басейн Азовського моря).

## Опис
Довжина 64 км, площа водозбірного басейну 480 км². Похил річки 1,2 м/км. Долина трапецієподібна, завширшки до 1,5 км, завглибшки до 20 м; праві (західні) схили долини вищі та стрімкіші за ліві. Заплава завширшки до 200 м. Річище слабовиявлене, пересічна ширина у середній течії 5 м. Влітку у верхів'ї пересихає. Використовується на зрошування. 

## Розташування
Тащенак бере початок біля села Трудове. Тече в південно-східній частині Причорноморської низовини переважно на південний схід, місцями на південь. Впадає до Молочного лиману на схід від села Радивонівки. 
У пригирловій частині річки розташований Радивонівський заказник.

## Населені пункти
Над річкою розташовані такі населені пункти (від витоків до гирла): Трудове, Новомиколаївка, Удачне, Данило-Іванівка, Тащенак, Мирне, Радивонівка.